# Pemphigus salicis
Pemphigus salicis är en insektsart. Pemphigus salicis ingår i släktet Pemphigus och familjen långrörsbladlöss. Inga underarter finns listade i Catalogue of Life.